# Raquel Meller
Raquel Meller, nom artístic de Francisca Romana Marqués López (Tarassona, Aragó, 9 de març de 1888 - Barcelona, 26 de juliol de 1962), fou una cantant, cupletista i actriu. Se la considera l'artista espanyola de més projecció internacional del primer terç del segle XX i durant els anys vint i trenta va ser admirada a tot el món. Va ser la primera a cantar èxits de l'anomenada cançó espanyola, particularment cuplets com La violetera o El relicario, i també copla.

## Biografia
El seu pare era de l'Aragó i la seva mare de La Rioja. Sent ella molt petita es van traslladar al poble d'Inestrillas, a La Rioja, on el seu pare treballà com a ferrer. Al cap d'uns quants anys la seva família es va traslladar a Barcelona, però ella encara romangué un temps a La Rioja amb una tia materna abans de tornar a viure amb els seus pares, que s'havien instal·lat al barri del Poble Sec de Barcelona. A Barcelona la jove Francisca va treballar en un taller de confecció freqüentat per artistes de teatre i fou en aquesta època que va conèixer la cantant Marta Oliver. Com a pupil·la seva, Francisca debutà al saló La Gran Peña el febrer de 1908 amb el nom artístic de La Bella Raquel. Poc després modificà aquest nom afegint-hi el sonor cognom Meller, segons alguns en record d'un amor alemany. El 16 de setembre de 1911 fa el seu gran debut al Teatre Arnau de Barcelona. En els seus espectacles d'aquesta època cantava La violetera i El relicario, dues peces compostes per José Padilla Sánchez que la feren molt famosa.

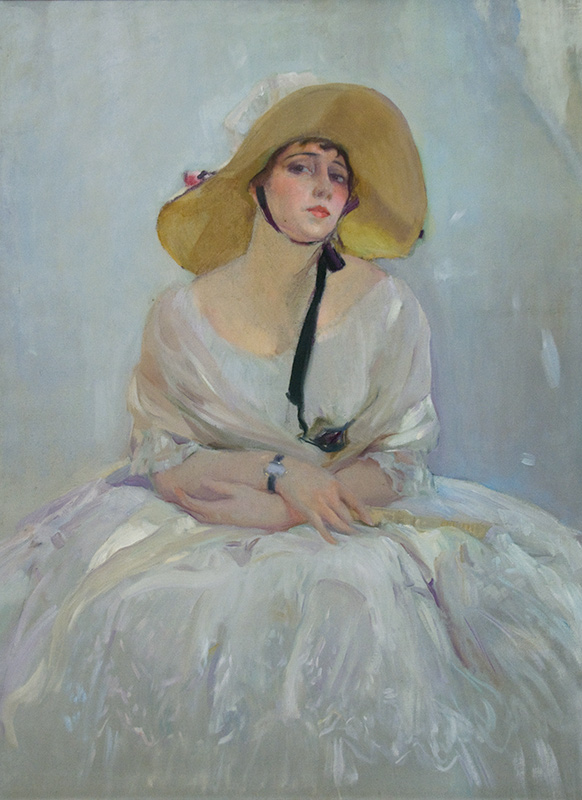
Raquel Meller retratada per Joaquim Sorolla

El 1917 va conèixer l'escriptor i diplomàtic guatemalenc Enrique Gómez Carrillo, amb qui es casà el 1919. Gómez Carrillo era una celebritat a l'alta societat de París i havia estat amant de Mata Hari. El matrimoni es divorcià el febrer de 1922. El mateix any del seu casament, la Raquel va aconseguir els seus primers triomfs a París —al teatre Olympia—, a Buenos Aires, a l'Uruguai i a Xile. El 1926 realitzà una llarga gira pels Estats Units: Nova York, Filadèlfia, Chicago, Boston, Baltimore i Los Angeles. Durant aquesta gira fou portada de la revista Time el 26 d'abril de 1926.
Pels voltants de 1930 Charles Chaplin li proposà d'interpretar la candorosa florista cega de Llums de la ciutat. Ella refusà la proposta, però Chaplin utilitzà la partitura de La violetera com a tema principal de la banda sonora de la pel·lícula.
Al cinema, Raquel hi havia debutat el 1919 amb Arlequines de seda y oro. Més tard actuà en títols com Violetas Imperiales (1923) i Carmen (1926). El 1932 rodà una segona versió, aquest cop sonora, de Violetas Imperiales. Totes les seves pel·lícules foren un gran èxit tant dins com fora d'Espanya. El 1936 començà una nova pel·lícula titulada Lola Triana, però l'esclat de la Guerra Civil d'Espanya impedí d'acabar-ne el rodatge.
Durant bona part dels anys 30 Raquel visqué a França com una gran estrella internacional i una fama comparable a la d'estrelles de l'espectacle com Joséphine Baker o Mistinguett. Durant uns quants anys la seva popularitat i els seus ingressos superaven els d'altres estrelles com Carlos Gardel i Maurice Chevalier. El seu atractiu físic, la seva elegància i el seu talent per a cantar i actuar l'ajudaren a convertir-se en una estrella de primera magnitud. Els primers anys de la seva carrera artística ja havia estat admirada i considerada un «geni» de l'espectacle per actrius com Sarah Bernhardt. Abans de l'aparició en escena de Meller, els cuplets eren considerats cançons vulgars pròpies de cafè-teatre barat. Raquel Meller aconseguí de dignificar aquest gènere musical i introduir-lo al repertori dels millors teatres i sales d'espectacles d'arreu del món.

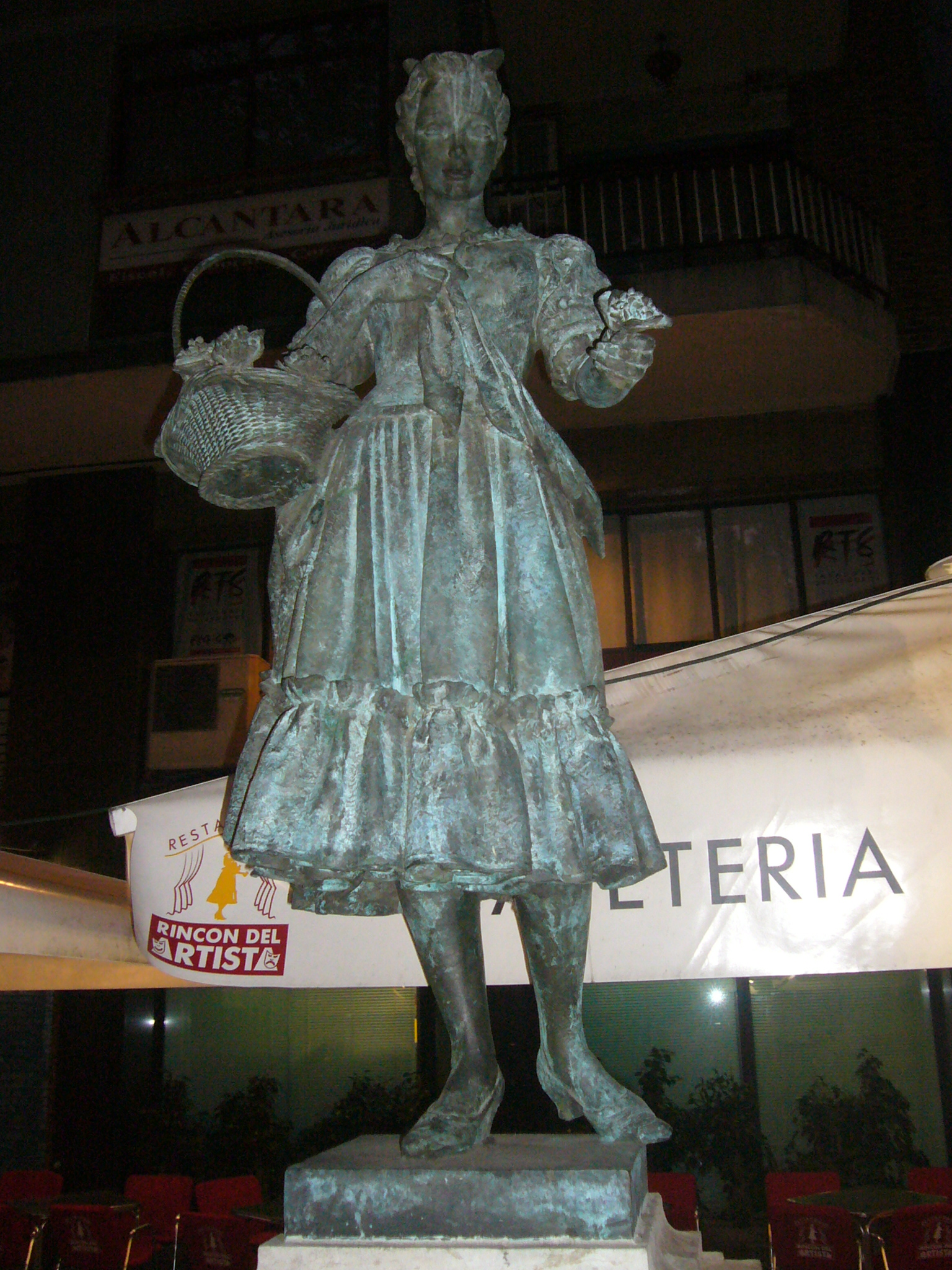
Estàtua dedicada a Raquel Meller, a l'avinguda del Paral·lel

La Guerra Civil d'Espanya i la Segona Guerra Mundial van provocar un canvi dràstic a la carrera de Raquel Meller. De 1937 a 1939 s'estigué a l'Argentina i acabada la Guerra Civil d'Espanya tornà a Barcelona i es casà en segones núpcies amb l'empresari francès Demon Sayac, de qui es divorciaria el 1943. A Barcelona s'hi estigué fins a la seva mort l'any 1962. La dictadura de Franco també havia comportat canvis dràstics en la vida política, social i cultural de Barcelona. Els gustos i sensibilitats del públic pel que fa als espectacles havien canviat i la carrera de Raquel Meller va decaure ràpidament i sense aturador tot i que ella intentà continuar la seva carrera artística. El 1946 treballà amb la Compañía Vienesa de Revistas, però ja sense tenir-hi un paper protagonista, i durant la dècada dels cinquanta encara feu alguna actuació aïllada, resistint-se a caure en l'oblit total.
Els últims anys de la seva vida visqué a Barcelona tota sola, en bona situació econòmica i pràcticament oblidada del públic. Quan Sara Montiel protagonitzà amb gran èxit les pel·lícules El último cuplé (1957) i La violetera (1958), en les quals s'hi cantaven els cuplets que Meller havia popularitzat en els seus temps d'esplendor, l'antiga estrella intentà recuperar la seva fama reivindicant el seu talent i una antiga glòria internacional com mai ningú no n'havia tingut a Espanya abans d'ella, però no tingué èxit: la seva figura com a artista ja no interessava.
Raquel no tingué fills biològics en cap dels seus dos matrimonis però va adoptar-ne dos, un noi i una noia, amb els quals va mantenir una relació més aviat distant. Després d'una llarga malaltia, morí el 26 de juliol de 1962 a Barcelona i fou enterrada al cementiri de Montjuïc.

## Filmografia
- Arlequines de seda y oro 1919
- Rosa de Flandes 1922
- Violetas imperiales 1923
- La tierra prometida 1923
- Ronda de noche 1925
- Carmen 1926
- Nocturno 1927
- La venenosa 1928
- Violetas imperiales 1932, versió sonora
- Lola Triana 1936, inacabada.